# مارك بكنغهام (فنان قصص مصورة)
مارك بكنغهام (بالإنجليزية: Mark Buckingham)‏ هو فنان قصص مصورة بريطاني، ولد في 23 مايو 1966 في كليفيدون ‏ في المملكة المتحدة.